# Biens non publics
Pour les articles homonymes, voir BNP.
Au Canada, les Biens non publics (BNP; en anglais : Non-Public Property (NPP)) sont les biens comprenant, selon la législation canadienne, l'argent et les biens reçus qui sont administrés par les organisations des BNP ou grâce à elles. Ils englobent entre autres l’argent et les biens reçus pour ou par les militaires pour leur bénéfice et leur bien-être collectif.
Ils sont établis en vertu de la Loi sur la défense nationale (LDN). Le Chef d’état-major de la Défense (CEMD) exerce ses responsabilités à l’égard des BNP en vertu de la LDN. Le Chef de la direction des Services de soutien au personnel et aux familles des Forces canadiennes (SSPFFC) relève du Chef du personnel militaire (CPM) pour ce qui est de l’administration des BNP. La chaîne de commandement pour les BNP passe du CEMD au CPM et aux SSPFFC et ensuite aux commandants des bases, escadres et unités. 